# NGC 2911
NGC 2911 (również PGC 27159, UGC 5092 lub Arp 232) – galaktyka soczewkowata (S0), znajdująca się w gwiazdozbiorze Lwa. Odkrył ją William Herschel 11 marca 1784 roku. Jest to galaktyka z aktywnym jądrem typu LINER.